# Richelieu international
 (février 2014).
Richelieu International, qui s'appelait Société Richelieu à ses débuts, est le seul organisme international exclusivement francophone[réf. nécessaire]. Son siège est à Ottawa et il est représenté localement par les Clubs Richelieu. Sa devise est « Paix et fraternité ».

## Historique
La Société Richelieu a été fondée au Canada en 1944 sous l'impulsion du Dr Horace Viau avec pour motivation la défense du fait français. Le premier club voit le jour l’année suivante à Ottawa.
À l’origine, les fondateurs voyaient dans le Richelieu un moyen d'aider les Canadiens français à défendre leur langue et leur culture dans le contexte majoritairement anglophone du Canada des années 1940. En outre, il avait été décidé dès le début que le mouvement serait laïc, ce qui était exceptionnel dans le contexte de l’époque.
La Société Richelieu adopte son nom actuel de « Richelieu International » en 1971.
Le Richelieu s'étend tout d’abord rapidement avec la création de clubs en Ontario, au Québec et au Nouveau-Brunswick.
L’extension se poursuit avec les États-Unis en 1955, puis l'Ouest canadien.
Le Richelieu traverse ensuite l’Atlantique avec la création en France du Club Richelieu de Rennes en 1969, puis en Belgique (1974), en Suisse (1987) et au Luxembourg (1988).
Le premier pays africain à fonder un Club Richelieu est le Sénégal en 1973.
Des clubs antillais apparaissent également à partir de la fin des années 1970.
Son statut d'organisme international a permis au Richelieu International de siéger sur le conseil consultatif de l'Agence de coopération culturelle et technique des pays francophones entre 1973 et 1993. Depuis la réorganisation de l'Agence, le Richelieu est un collaborateur privilégié de l'Organisation internationale de la francophonie.